# Ga Nguyễn Hồng Đào
Ga Nguyễn Hồng Đào là một trong các nhà ga của Tuyến đường sắt đô thị Khu đô thị Tây Bắc - Thủ Thiêm nằm tại Quận Tân Bình, Thành phố Hồ Chí Minh.
Nhà ga mang tên của Nguyễn Hồng Đào, nằm trên đường Trường Chinh, phía Đông Bắc giáp khu cao ốc văn phòng E-town.

## Bố trí ga
| G                    | Mặt đất                         | Lối vào/Lối ra                                                                      |
| B1 Tầng trung chuyển | Tầng 1                          | Khu bán vé, khu thương mại, khu bộ phận kỹ thuật, khu cổng ra vào và cổng kiểm soát |
| B2 Tầng ke ga        | Ke ga 1                         | ← L2 Tuyến 2 đi Bà Quẹo (Hướng đi Củ Chi) (giai đoạn 1, đang thi công)              |
| B2 Tầng ke ga        | Ke ga đảo, cửa sẽ mở ở bên trái |                                                                                     |
| B2 Tầng ke ga        | Ke ga 2                         | → L2 Tuyến 2 đi Bảy Hiền (Hướng đi Thủ Thiêm) (giai đoạn 1, đang thi công) →        |